# Xã Midland, Michigan
Xã Midland (tiếng Anh: Midland Township) là một xã thuộc quận Midland, tiểu bang Michigan, Hoa Kỳ. Năm 2010, dân số của xã này là 2.287 người.